# Binnenmaas
Binnenmaas (dân số: 19.245 người trong năm 2004) là một đô thị ở phía tây Hà Lan, trong tỉnh Zuid-Holland. Đô thị này có diện tích 54,91 km² (21,20 mile²) trong đó 4,57 km² (1,76 mile²) là diện tích mặt nước.
Đô thị này đã được lập vào ngày 1 tháng 1 năm, 1984, thông qua việc sáp nhập các đô thị Puttershoek, Maasdam, Mijnsheerenland, Westmaas, và Heinenoord. Ngày 1/1/2007, đô thị 's-Gravendeel đã được nhập vào Binnenmaas.
Đô thị Binnenmaas gồm các cộng đồng sau: Blaaksedijk, De Wacht, Goidschalxoord, 's-Gravendeel, Greup, Heinenoord, Kuipersveer, Maasdam, Mijnsheerenland, Puttershoek, Schenkeldijk, Sint Anthoniepolder, và Westmaas.